# 南澳溪
南澳溪又稱大南澳溪，是台灣宜蘭南部的河流，流經宜蘭縣南澳鄉與蘇澳鎮，有南澳北溪與南澳南溪兩條支流，而以北溪為最主要的支流，兩溪於南澳橋下游會合，然後東流入太平洋。
南澳溪的源頭是宜蘭縣的三星山，不過亦有大元山與望洋山等源頭說。
南澳溪流域人口稀少，環境受破壞程度有限，加上南北各有觀音海岸自然保護區與烏石鼻海岸自然保留區，自成一個獨立的生態系，其中有許多的特有種生物。

## 水系主要河川
以下由下游至源頭列出水系主要河川，其中粗體字為主流河道。
- 南澳溪：宜蘭縣蘇澳鎮、南澳鄉
  - 南澳南溪：宜蘭縣蘇澳鎮、南澳鄉
    - 無名溪：宜蘭縣南澳鄉
    - 達美漢溪：宜蘭縣南澳鄉
    - 仲岳溪：宜蘭縣南澳鄉
    - 卡南溪：宜蘭縣南澳鄉
    - 旋塘溪：宜蘭縣南澳鄉
    - 合流溪：宜蘭縣南澳鄉

  - 南澳北溪：宜蘭縣蘇澳鎮、南澳鄉
    - 鹿皮溪：宜蘭縣南澳鄉
    - 達茵河對溪：宜蘭縣南澳鄉

## 外部連結
- 南澳溪（页面存档备份，存于），內有詳細支流分佈表與流域圖
- 水利署，讓我們看河去(縣市管河川)-- 南澳溪
- 南澳南北溪河谷縱剖面圖[永久]
- 南澳溪水質趨勢分析
- 南澳溪
- 南澳溪生態 破壞難回復[永久]